# كوهي سوزاكي
كوهي سوزاكي (باليابانية: 須崎 恭平) (21 يونيو 1989 في تسو في اليابان – )؛ هو لاعب كرة قدم ياباني سابق كان يلعب كمدافع.

## وصلات خارجية
- كوهي سوزاكي على موقع رابطة كرة القدم اليابانية للمحترفين (اليابانية)
- كوهي سوزاكي على موقع قاعدة بيانات كرة القدم.إي يو (الإنجليزية)
- كوهي سوزاكي على موقع Soccerway.com (الإنجليزية)
- كوهي سوزاكي على موقع عالم كرة القدم.نت (الإنجليزية)